# S'herit Ha Pleitá

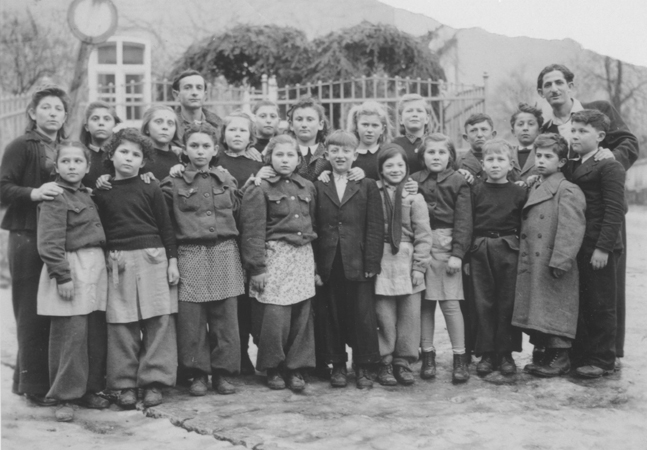
Grupo de judíos durante el holocausto.

Sherit Ha Pleitá (שארית הפליטה, literalmente: "Los Remanentes") es un término de origen bíblico usado por los supervivientes del Holocausto para referirse a las comunidades de judíos agrupados en los campos de refugiados en Europa, una vez liberados por los aliados en el transcurso de 1945 previo fin de la Segunda Guerra Mundial.
Cientos de miles de sobrevivientes esperaron varios años por su repatriación en campos de refugiados en Alemania, Austria, e Italia bajo control de los Aliados. Los refugiados judíos se organizaron social y políticamente para garantizar sus derechos humanos y para posteriormente emigrar a Eretz Israel, en dicho momento bajo administración del Mandato Británico de Palestina, hoy en día Israel, a donde la mayoría terminó dirigiéndose hasta 1950.